# Santa Engrácia (Lisboa)
Santa Engrácia é uma parte da cidade e antiga freguesia portuguesa do município de Lisboa, com 0,55 km² de área e 5 249 habitantes (2011). Densidade: 9 543,6 hab/km².
Como consequência de uma reorganização administrativa, oficializada a 8 de novembro de 2012 e que entrou em vigor após as eleições autárquicas de 2013, foi determinada a extinção da freguesia, passando o seu território integralmente para a freguesia de São Vicente.

## População
★ No censo de 1864 pertencia ao Bairro de Alfama. Nos censos de 1920 a 1950 aparece designada por Monte Pedral. Os seus limites foram fixados pelo decreto-lei nº 42.142, de 07/02/1959

Grupos etários em 2001 e 2011			

| Nº de habitantes | Nº de habitantes | Nº de habitantes | Nº de habitantes | Nº de habitantes | Nº de habitantes | Nº de habitantes | Nº de habitantes | Nº de habitantes | Nº de habitantes | Nº de habitantes | Nº de habitantes | Nº de habitantes | Nº de habitantes | Nº de habitantes | Nº de habitantes |
| ---------------- | ---------------- | ---------------- | ---------------- | ---------------- | ---------------- | ---------------- | ---------------- | ---------------- | ---------------- | ---------------- | ---------------- | ---------------- | ---------------- | ---------------- | ---------------- |
| 1864             | 1878             | 1890             | 1900             | 1911             | 1920             | 1930             | 1940             | 1950             | 1960             | 1970             | 1981             | 1991             | 2001             | 2011             |                  |
| 8622             | 10644            | 15567            | 18006            | 23763            | 24839            | 32717            | 37405            | 48458            | 11748            | 10245            | 9705             | 7626             | 5860             | 5249             |                  |
|                  | +23%             | +46%             | +16%             | +32%             | +5%              | +32%             | +14%             | +30%             | -76%             | -13%             | -5%              | -21%             | -23%             | -10%             |                  |

|     | 0-14 anos  | 15-24 anos | 25-64 anos   | 65 e + anos  |
| Hab | 514 \| 564 | 654 \| 400 | 3086 \| 2854 | 1606 \| 1431 |
| Var | +10%       | -39%       | -8%          | -11%         |

## História
A freguesia foi criada em 1569 por desanexação da freguesia de Santo Estêvão de Alfama. Datam assim do século XVI, as primeiras referências à freguesia (então denominadas de paróquias) de Santa Engrácia, que se estendia entre os Olivais e Santo Estêvão, era nessa altura uma Zona Rural, pois era excluída da malha urbana pela cerca Fernandina, a freguesia estava no entanto, localizada perto da grande muralha e de uma das suas mais importantes entradas, a porta de Santa Cruz. O nome da nova freguesia pretendia homenagear Santa Engrácia de Saragoça, virgem mártir católica do século III, sendo que a Infanta D. Maria, filha do Rei D. Manuel I, mandou ali construir a igreja para a nova paróquia, para recolher um relicário da dita mártir. Mais tarde, esse local vê nascer a atual Igreja de Santa Engrácia, após uma grave tempestade que destruiu quase por completo a anterior, e hoje possui a classificação de Panteão Nacional.
Assim se manteve até ao século XVIII, sendo nessa altura a freguesia mais oriental e extra-muros da cidade de Lisboa e de grande extensão, contribuindo para isso a expansão da cidade para Oriente devido ao aumento populacional e onde se fixaram várias Quintas e Palácios Senhoriais. Datam de oitocentos, dois dos conjuntos religiosos mais importantes, a Igreja Paroquial de Santa Engrácia (conhecida como Igreja de Nossa Senhora da Porciúncula) e o Convento dos Barbadinhos (mais tarde transformado em zona habitacional).
No século seguinte, uma reforma administrativa encurta o seu território, sendo que o Panteão Nacional que até então se localizava no seu território, deixa de o integrar para passar para a área administrada pela freguesia de São Vicente de Fora.
No inicio do século XX até meados deste, Santa Engrácia era uma das zonas mais populosas da cidade de Lisboa, tendo em conta que o seu território já só detinha os cerca de 57 hectares actuais, território que foi perdendo por via das sucessivas reorganizações administrativas. Assim nesta se instalaram muitos migrantes que procuravam melhores condições de vida e emprego, sobretudo, nas indústrias situadas à beira-rio, sendo que mais tarde a instalação do terminal portuário e ferroviário de Santa Apolónia atraíram igualmente muita gente oriunda de várias zonas do país.
Sem outra razão que a de nela ter fixado residência o Barão de Monte Pedral,[carece de fontes?] o nome da freguesia é alterado, a 1 de maio de 1913, para Monte Pedral, tendo, a 24 de março de 1952, retomado a sua designação original.
Com encerramento progressivo das empresas industriais e o consequente desaparecimento de postos de trabalho, a situação de ser uma das freguesias mais populosas de Lisboa, foi-se alterando, os prédios foram-se degradando, permanecendo desabitados, sem que surgissem novas habitações, enquanto as que se arrendam apresentam valores de arrendamento e venda difíceis de suportar pela população mais jovem, fenómeno extensível a toda a Lisboa, acresce ainda a falta de estacionamento automóvel, assim os habitantes que permaneceram são na sua grande maioria idosos e os prédios não devolutos ou degradados ocupados por escritórios.

## Património
- Igreja de Nossa Senhora da Porciúncula, do Convento dos Barbadinhos ou Igreja do Convento dos Barbadinhos
- Palácio Palha (conjunto) ou Palácio Van Zeller ou Palácio Pancas
- Palácio Veloso Rebelo Palhares
- Estação Elevatória dos Barbadinhos ou Museu da Água
- Estação Ferroviária de Lisboa-Santa Apolónia, antigo Convento de Santa Apolónia

## Arruamentos
A freguesia de Santa Engrácia continha 37 arruamentos. Eram eles:
| - Avenida Infante Dom Henrique - Avenida Mouzinho de Albuquerque - Calçada de Santa Apolónia - Calçada dos Barbadinhos - Escadinhas das Comendadeiras de Santos - Escadinhas do Bairro América - Largo dos Caminhos de Ferro - Rua Afonso Domingues - Rua Álvares Fagundes - Rua Bartolomeu da Costa - Rua Capitão Humberto de Ataíde - Rua Capitão José Soares da Encarnação - Rua da Bela Vista à Graça | - Rua da Bica do Sapato - Rua da Cruz de Santa Apolónia - Rua de Diogo do Couto - Rua de Santa Apolónia - Rua de Santa Engrácia - Rua do Alviela - Rua do Barão de Monte Pedral - Rua do Mato Grosso - Rua do Vale de Santo António - Rua dos Caminhos de Ferro - Rua dos Cortes Reais - Rua dos Operários | - Rua dos Sapadores - Rua Fernão de Magalhães - Rua Franklim - Rua General Justiniano Padrel - Rua Leite de Vasconcelos - Rua Machado de Castro - Rua Pedro Alexandrino - Rua Rui Barbosa - Rua Tenente Viriato Correia de Lacerda - Rua Washington - Travessa do Olival à Graça - Travessa do Recolhimento de Lázaro Leitão |

Existem ainda 4 arruamentos reconhecidos pela Câmara, mas não geridos directamente por esta:
- Pátio da Ilha das Cobras (Calçada dos Barbadinhos, 110A)
- Pátio do Daniel (Calçada dos Barbadinhos, 160)
- Rua Cintura do Porto de Lisboa[11]
- Vila Macieira (Calçada dos Barbadinhos, 140-A a 140-D)